# Освальдо Аланіс
Освальдо Аланіс (ісп. Oswaldo Alanís, нар. 18 березня 1989, Морелія) — мексиканський футболіст, захисник, фланговий півзахисник клубу «Гвадалахара».
Виступав, зокрема, за клуби «Естудіантес Текос» та «Сантос Лагуна», а також національну збірну Мексики.
Володар Кубка Мексики. Чемпіон Мексики. У складі збірної — володар Золотого кубка КОНКАКАФ.

## Клубна кар'єра
У дорослому футболі дебютував 2009 року виступами за команду клубу «Естудіантес Текос», в якій провів три сезони, взявши участь у 64 матчах чемпіонату. Більшість часу, проведеного у складі «Естудіантес Текос», був основним гравцем команди.
Своєю грою за цю команду привернув увагу представників тренерського штабу клубу «Сантос Лагуна», до складу якого приєднався 2012 року. Відіграв за команду з Торреона наступні три сезони своєї ігрової кар'єри. Граючи у складі «Сантос Лагуни» також здебільшого виходив на поле в основному складі команди.
До складу клубу «Гвадалахара» приєднався 2015 року. Відтоді встиг відіграти за команду з Гвадалахари 10 матчів в національному чемпіонаті.

## Виступи за збірні
Протягом 2009–2012 років залучався до складу молодіжної збірної Мексики. На молодіжному рівні зіграв у 4 офіційних матчах, забив 1 гол.
У 2014 році дебютував в офіційних матчах у складі національної збірної Мексики. Наразі провів у формі головної команди країни 12 матчів, забивши 1 гол.
У складі збірної був учасником розіграшу Кубка Америки 2011 року в Аргентині, розіграшу Золотого кубка КОНКАКАФ 2015 року у США і Канаді, здобувши того року титул континентального чемпіона.

## Титули і досягнення
- Володар Кубка Мексики (1):

«Сантос Лагуна»: Apertura 2014
- Чемпіон Мексики (1):

«Сантос Лагуна»: Clausura 2015
- Володар Золотого кубка КОНКАКАФ (1): 2015
- Переможець Ліги чемпіонів КОНКАКАФ (1):

«Гвадалахара»: 2018